# Коррополи
Коррополи (итал. Corropoli) — коммуна в Италии, расположена в регионе Абруццо, подчиняется административному центру Терамо.
Население составляет 3738 человек, плотность населения составляет 178 чел./км². Занимает площадь 21 км². Почтовый индекс — 64013. Телефонный код — 0861.
Покровительницей коммуны почитается святая Агнесса Римская. День города ежегодно празднуется 21 января.